# Pulmotor

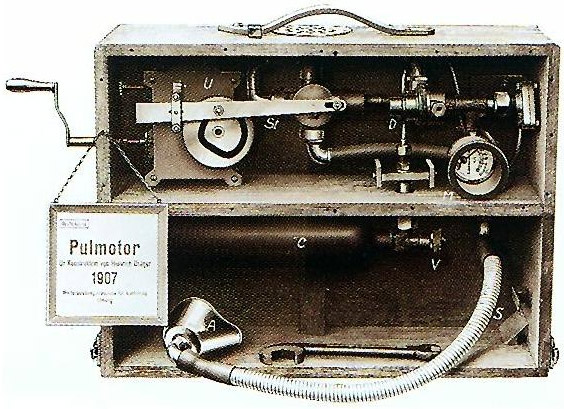
„Ur-Pulmotor“ von 1907

Der Pulmotor ist ein Notfallbeatmungsgerät, das 1907 von Johann Heinrich Dräger (1847–1917), dem Gründer des Unternehmens Drägerwerk, erfunden und patentiert sowie von Bernhard Dräger als Produktlinie weiterentwickelt wurde. Den Anstoß zur Erfindung gab die Notwendigkeit der Beatmung bei Gasvergiftungen. Pulmotoren wurden seit 1908 produziert und bei verunfallten Bergleuten, zur Hilfe bei Stromunfällen oder Ertrunkenen empfohlen. Der Pulmotor bzw. dessen Prinzip wurde in modifizierter Form bis weit in das 20. Jahrhundert hinein in verschiedenen Beatmungeräten verwendet. Eine aus dem Pulmotor entwickelte Beatmungsmaschine für Kinder war zunächst der Dräger-Baby-Pulmotor und 1975 der Babylog 1, aus dem weitere Respiratoren der Babylog-Serie hervorgingen.

## Funktionsweise und Bauarten
Beim Pulmotor handelte es sich um ein Gerät zur Beatmung mittels Maske, das zur Einatmung einen Überdruck und zur anschließenden Ausatmung einen Unterdruck erzeugte (Wechseldruckbeatmung). Es bezog seine Antriebsenergie aus dem Sauerstoff in einer Druckgasflasche, der gleichzeitig als Medikament diente. Es wurde ursprünglich in transportablen Holzkisten untergebracht, jedoch auch auf Stativen und Wandhalterungen befestigt.
Der „Ur-Pulmotor“ war ein zeitgesteuertes Beatmungsgerät; die Umschaltung zwischen Ein- und Ausatmung wurde fest durch ein Uhrwerk übernommen. Diese Art der Steuerung, die sich an die Lungenverhältnisse des Patienten schlecht anpassen ließ und in dieser Form nicht den Erkenntnissen ihrer Zeit entsprach, wurde ab etwa 1917 durch eine Drucksteuerung ersetzt: Die Umschaltung hin zur Ausatmung wurde vom Erreichen eines bestimmten Beatmungsdruckes abhängig gemacht. Gleichzeitig wurde durch eine patientennahe Trennung von Ein- und Ausatemweg eine Rückatmung von Kohlendioxid, die bis dahin ungünstigerweise auftrat, vermieden. 1910 war mit der, auch schon über eine einfache Atemgasanfeuchtung verfügende „Drägerschen Atmungsmaschine Typ MOA“ das Pulmotorprinzip mit einem einen Steuerbalg enthaltenden Umschaltmechanismus umgesetzt. Der 1913 folgende „Lungengymnastische Apparat Typ MS-A“, bei dem die Atemphasen über ein Pedal umgeschaltet wurden, wurde auch im Operationssaal eingesetzt. 1955 wurde die Bauart des Pulmotors erneut verändert. Bei gleichbleibendem Steuerungsprinzip konnte die Mechanik in eine kompaktere, sogenannte „Pulmotordose“ verlegt werden, was ihre patientennahe Anwendung ermöglichte. Bis zu diesem Zeitpunkt wurde das Einatemgas zum Teil noch mit Kohlendioxid angereichert, um den Atemantrieb des Patienten zu erhöhen; eine aus heutiger Sicht obsolete Vorgehensweise. Stattdessen wurde den Geräten nun eine Absaugeinrichtung hinzugefügt.
Durch Poliomyelitis-Epidemien in der Zeit nach dem Zweiten Weltkrieg stieg die Nachfrage nach Beatmungsgeräten an; die Eiserne Lunge etablierte sich. Beide Formen der Wechsel- bzw. Unterdruckbeatmung wurden jedoch zu Gunsten der reinen Überdruckbeatmung verlassen, woran der dänische Anästhesist Björn Ibsen entscheidenden Anteil hatte. Mit dem Aufkommen der endotrachealen Intubation und der Tracheotomie sowie der Entwicklung hin zu elektrisch bzw. elektronisch gesteuerten Beatmungsgeräten verlor der Pulmotor an Bedeutung. Moderne Beatmungsgeräte sind über Mikroprozessoren gesteuert und überwacht.

## Verbreitung und Erfolge
Bis 1946 waren über 12.000 Pulmotoren verbreitet. Einem Buch dieser Zeit entsprechend, konnte das Gerät bei 60 % aller Leuchtgasvergiftungen, bei denen es verwendet wurde, mit Erfolg eingesetzt werden. Infolge der zunehmenden Industrialisierung kam es zur Zunahme von Strom- und Gasunfällen auch mit Kohlenmonoxid und Grubengasen. Einer Veröffentlichung von 1942 zufolge war der Einsatz im deutschen Bergbau in den Jahren 1929 bis 1937 bei 293 von 586 behandelten Personen erfolgreich. Die Kombination mit dem schneller anwendbaren manuellen Beatmungsverfahren nach Sylvester-Brosch habe die Prognose der Patienten verbessert. Das Gerät wurde auch bei den Feuerwehren, Hüttenwerken, im Seenotdienst und in der chemischen Industrie verwendet.